# Triade di Elefantina

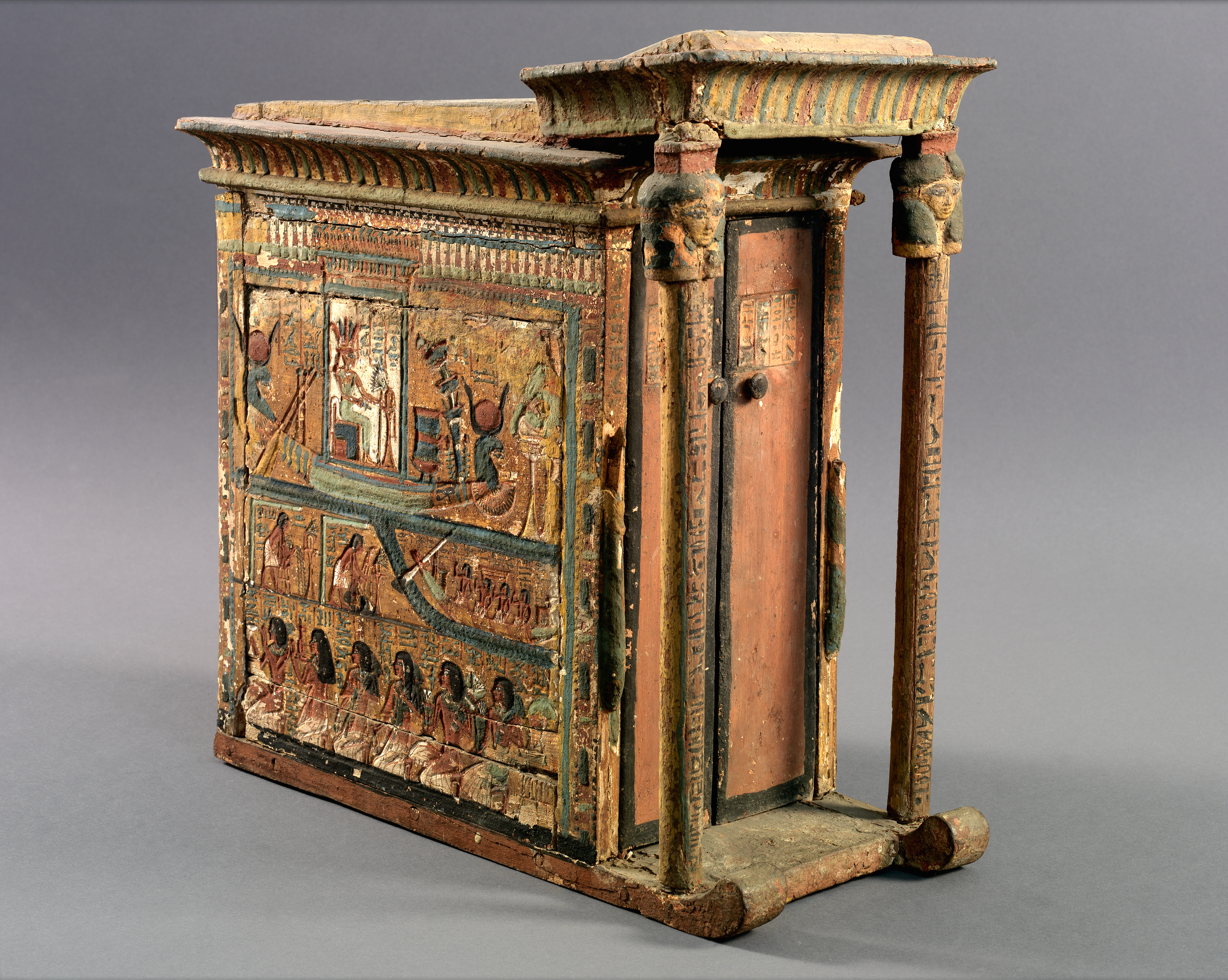
Naos votivo dedicato dall'artigiano Kasa alla triade di Elefantina. Museo Egizio di Torino, Cat. 2446.

La triade di Elefantina nella religione egizia è il gruppo formato da Khnum, Satet e Anuqet, divinità protettrici della città di Elefantina, situata nell'Alto Egitto su un'isola del fiume Nilo, di fronte ad Assuan.
Khnum, dio criocefalo (a testa di ariete), oltre ad essere un dio creatore è anche protettore delle sorgenti del Nilo. Satet, compagna di Khnum, riconoscibile per le sue corna da antilope, è fortemente connessa all'inondazione annuale del Nilo. Infine, Anuqet, talvolta associata alla dea Hathor, figlia/sorella di Satet, è spesso rappresentata con indosso una grande corona di piume ed è la dea protettrice delle acque del Nilo e delle cateratte. L'intera triade è legata alle acque e alla piena del Nilo. Satet e Anuqet sono le divinità preposte a gestire il livello d'inondazione, facendo in modo che non sia né troppo basso né troppo alto. 
Ad Elefantina sono stati trovati templi dedicati a Khnum e alla dea Satet, ma il culto della triade non era esclusivo di questa zona. Dal villaggio operaio di Deir el-Medina, situato nei pressi dell'odierna città di Luxor, proviene un naos votivo dedicato alla triade di Elefantina. Il naos, conservato nel Museo Egizio di Torino, apparteneva a Kasa, un abitante del villaggio, che aveva probabilmente qualche legame con la zona a sud del paese.
Nel naos di Kasa e in alcune lodi rivolte alla dea Satet e alla dea Anuqet è spesso nominata l'isola di Sehel, a sud di Elefantina. Per questo e per la presenza di un tempio dedicato alla dea Anuqet, si pensa che anche quest'isola fosse un centro di culto per la triade di Elefantina.